# Ophelimus globulus
Ophelimus globulus är en stekelart som först beskrevs av Girault 1934.  Ophelimus globulus ingår i släktet Ophelimus och familjen finglanssteklar. Inga underarter finns listade i Catalogue of Life.